# جورج ووكر (لاعب كريكت بريطاني)
جورج ووكر (12 مايو 1984 بنورتش في المملكة المتحدة - ) (بالإنجليزية: George Walker)‏ هو لاعب كريكت بريطاني. لعب مع نادي مقاطعة ليسترشاير للكريكت ‏ وLoughborough MCC University ‏ وNorfolk County Cricket Club ‏.

## وصلات خارجية
- جورج ووكر على موقع إي آس بي آن كريك إنفو (الإنجليزية)